# Пизенеры (Шумшевашское сельское поселение)
Пизене́ры (чув. Пиҫенер Туктамӑш) — деревня в Аликовском муниципальном округе Чувашской Республики. Входила в состав Шумшевашского сельского поселения до его упразднения в 2022 году.

## Общие сведения о деревне
Улицы: В настоящее время деревня в основном газифицирована. Рядом с деревней протекают речки Сорма, Шумшевашка.

### География
Пизенеры расположены западнее административного центра Аликовского района на 12 км.

### Климат
Климат умеренно континентальный с продолжительной холодной зимой и тёплым летом. Средняя температура января −12,9 °C, июля 18,3 °C, абсолютный минимум достигал −44 °C, абсолютный максимум 37 °C. За год в среднем выпадает до 552 мм осадков.

### Демография
Население чувашское — 58 человек (2006 год).

## История
До 1927 года деревня входила в Аликовскую волость Ядринского уезда. 1 ноября 1927 года — в составе Аликовского района, после 20 декабря 1962 года — в Вурнарском районе. С 14 марта 1965 года снова в Аликовском районе.

## Связь и средства массовой информации
- Связь: ОАО «Волгателеком», Би Лайн, МТС, Мегафон. Развит интернет ADSL технологии.
- Газеты и журналы: Аликовская районная газета «Пурнăç çулĕпе» — «По жизненному пути» Языки публикаций: Чувашский, Русский.
- Телевидение: Население использует эфирное и спутниковое телевидение. Эфирное телевидение позволяет принимать национальный канал на чувашском и русском языках.